# Igreja de São Mateus (Praia)

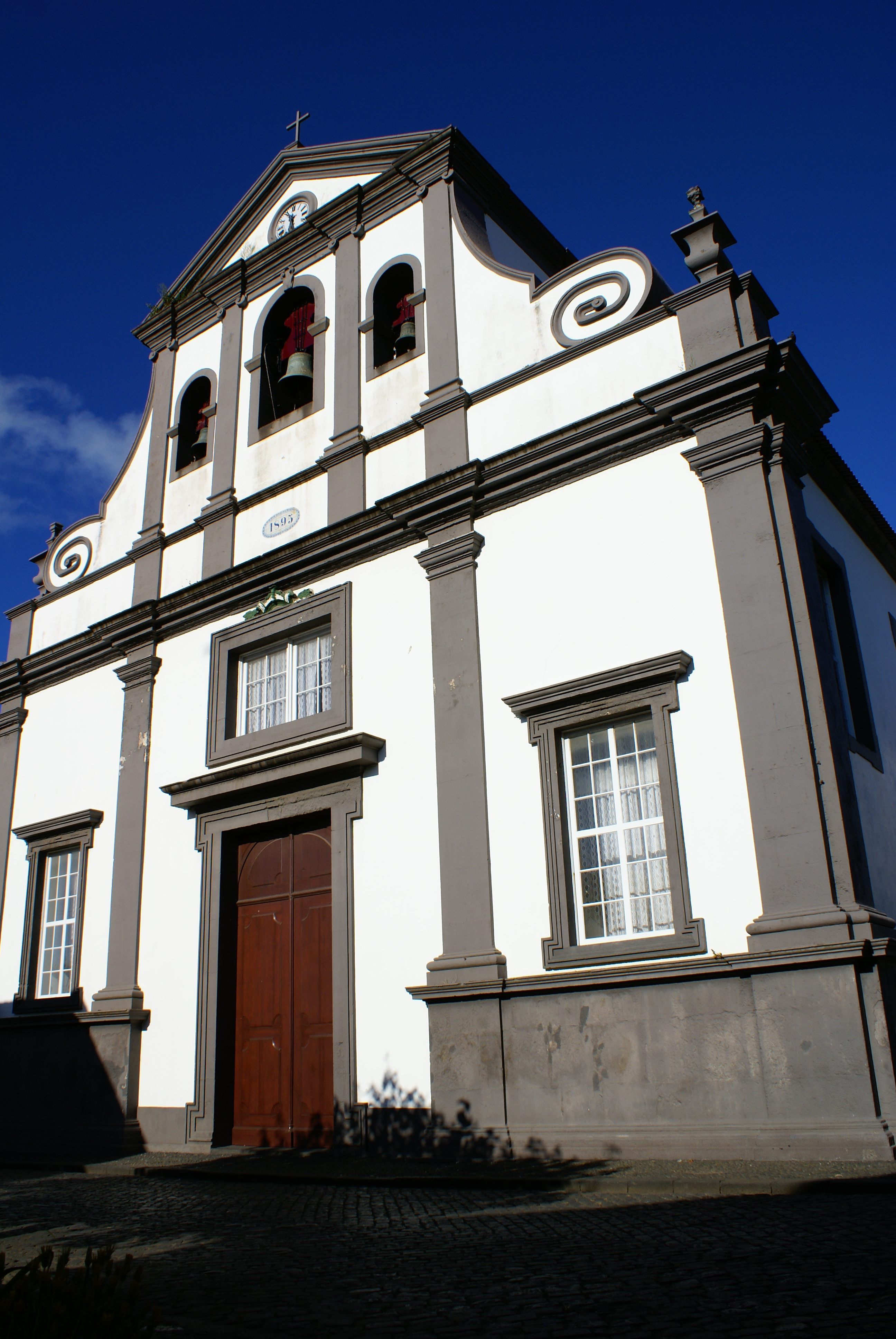
Igreja de São Mateus, Praia.

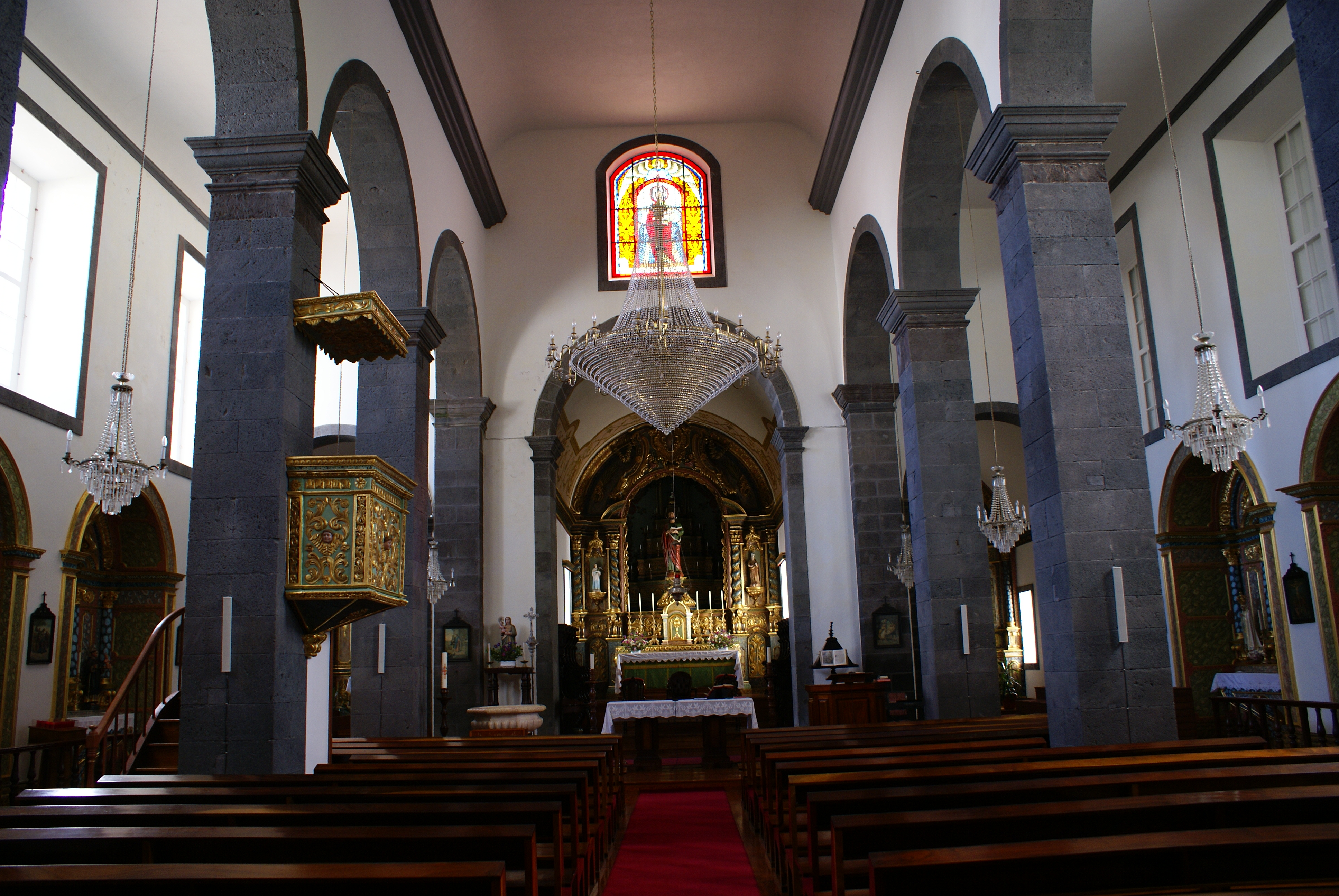
Igreja de São Mateus: nave central.

A Igreja de São Mateus localiza-se na freguesia de São Mateus, na vila da Praia, concelho de Santa Cruz da Graciosa, na ilha Graciosa, nos Açores. A imponência deste templo reflecte a importância que teve a vila da Praia em tempos idos. Apresenta-se como a mais alta construção da ilha e como um edifício imponente que domina a paisagem.

## História
Este templo, sob a invocação de São Mateus, remonta ao século XV.
Em 1546, com a elevação do lugar à condição de freguesia, a Igreja de São Mateus foi elevada a paroquial e matriz.
Terá sido saqueada em fevereiro de 1691, quando do assalto à povoação por cerca de 50 corsários ingleses. Munidos com armas de fogo e facas de ponta, assassinam o meirinho da alfândega, aprisionam diversas autoridades e roubam as igrejas e as habitações, causando a fuga dos habitantes.
Ainda em 1750 o vigário de Santa Cruz, licenciado António Silveira Machado, ouvidor eclesiástico e visitador da Graciosa, testemunha os danos causados na matriz da Praia pelo saque dos ingleses, procurando atenuá-los com o auxílio da Coroa e os sobejos das confrarias.
Ao longo dos séculos foi objeto de importantes obras de manutenção e restauro até que, no século XIX, recebeu uma nova frontaria ao gosto tardo-barroco, inaugurada a 29 de agosto de 1896.

## Características
No interior do templo podem apreciar-se belos altares em talha dourada, e exemplares de Arte flamenga de São Mateus e São Pedro que remontam ao século XVI.
Destaca-se ainda a presença de um valioso órgão de tubos de armário, que data de 1793. Este órgão, que se encontra colocado no Coro Alto, teve como mestre construtor António Xavier Machado e Cerveira. Em 1989 foi sujeito a restauro e manutenção pelas oficinas de Manuel Dinarte Machado.
A lado desta igreja, existe um império que ostenta a coroa do Divino Espírito Santo.